# Партон, Долли
До́лли Ребе́кка Па́ртон (англ. Dolly Rebecca Parton, род. 19 января 1946[…], Питтмен-Сентер, Севир, Теннесси, США) — американская кантри-певица, киноактриса, филантроп. Записала более тысячи песен (учитывая коллаборации), а по её словам написала около 5000. Долли Партон двадцать пять раз поднималась на верхнюю позицию кантри-чартов журнала Billboard.
У себя на родине признана одной из самых успешных певиц в своём жанре, получив при этом титул «Королева кантри». Партон продала более 100 миллионов записей по всему миру, что делает её одной из самых продаваемых музыкальных исполнительниц всех времён
Только она и Риба Макинтайр являются исполнительницами кантри, которые поднимались на вершину чарта за четыре разных десятилетия. В 2024 году Партон (благодаря участию в создании альбома «Cowboy Carter» Beyoncé, а именно в песне «Tyrant») стала единственной исполнительницей, чьи хиты появлялись в топ-20 кантри-чарта Hot Country Songs все последние семь десятилетий подряд (1960—2020-е годы). Партон — одна из немногих исполнительниц, получивших хотя бы одну номинацию на каждую из премий EGOT (Эмми, Грэмми, «Оскар» и «Тони»). Благодаря победам на «Грэмми» и «Эмми», а также получению гуманитарной премии Джин Хершолт (почётного «Оскара»), ей не хватает только премии «Тони», чтобы получить статус EGOT.

## Ранние годы
Долли Ребекка Партон родилась 19 января 1946 года в небольшом доме на берегу реки Литтл-Пиджен в Питтман-Центре (штат Теннесси). Она — четвёртая из двенадцати детей, родившихся в семье Эви Ли Кэролайн (урождённой Оуэнс; 1923—2003) и Роберта Ли Партона-старшего (1921—2000). Второе имя Партон происходит от её прапрабабушки по материнской линии Ребекки (Данн) Уиттед. Отец Партон, известный как «Ли», работал в горах Восточного Теннесси, сначала как издольщик, а затем занимался своей собственной небольшой табачной фермой и участками земли. Он также работал на стройке, чтобы пополнить небольшой доход фермы. Несмотря на неграмотность отца, Партон часто говорила, что он был одним из самых умных людей, которых она когда-либо знала, в том, что касается бизнеса и получения прибыли.
Мать Партон заботилась об их большой семье. В результате 11 беременностей (десятая — близнецы) за 20 лет она стала матерью 12 детей к 35 годам. Своими музыкальными способностями Партон обязана матери; часто имея слабое здоровье, она всё же умудрялась вести дом и развлекать детей фольклором Дымных гор и старинными балладами. Имея валлийских предков, Эви Ли знала многие старинные баллады, которые иммигранты с Британских островов привезли в южные Аппалачи в XVIII и XIX веках. Отец Эви Ли, Джейк Оуэнс, был пятидесятническим проповедником, и Партон с братьями и сестрами регулярно посещали церковь. Партон давно приписывает своему отцу деловую хватку, а семье матери — музыкальные способности. Когда Партон была маленькой девочкой, их семья переехала из района Питтман-Центр на ферму в соседнем Локуст-Ридж. Там прошло большинство значительных событий её юности. Сегодня копия домика на Локуст-Ридж находится в одноименном парке развлечений Партон «Dollywood». Территория фермы и окружающий лес вдохновили её на написание песни «My Tennessee Mountain Home» в 1970-х годах. Через несколько лет после продажи фермы Партон выкупила её в конце 1980-х годов. Её брат Бобби помогал в реставрации и новом строительстве.
Партон описывала свою семью как «грязную бедноту». Отец Партон платил миссионеру доктору Роберту Ф. Томасу мешком кукурузной муки за то, что тот доставлял её. Партон напишет песню о докторе Томасе, когда вырастет. Она также описала бедность своей семьи в своих ранних песнях «Coat of Many Colors» и «In the Good Old Days (When Times Were Bad)». В течение шести или семи лет Партон и ее семья жили в деревенской хижине с одной спальней на небольшой ферме в Локуст-Ридж. Это был преимущественно пятидесятнический район, расположенный к северу от долины Гринбраер в Больших Дымчатых горах. Музыка играла важную роль в её ранней жизни. Она воспитывалась в пятидесятнической Церкви Бога (Теннесси), в общине, пастором которой был её дед, Джейк Роберт Оуэнс. Её первые публичные выступления состоялись в церкви, начиная с шести лет. В семь лет она начала играть на самодельной гитаре. Когда ей было восемь, дядя купил ей первую настоящую гитару.
Партон начала выступать ещё в детстве, пела на местном радио и телевидении в районе Восточного Теннесси. К десяти годам она выступала в «Шоу Каса Уокера» на радио WIVK-FM и телеканале WBIR-TV в Ноксвилле, штат Теннесси. В 13 лет она записывалась (сингл «Puppy Love») на небольшом луизианском лейбле Goldband Records и выступала на Grand Ole Opry, где впервые встретилась с Джонни Кэшем, который посоветовал ей следовать своим инстинктам в отношении карьеры.
Окончив среднюю школу округа Севьер в 1964 году, Партон на следующий день переехала в Нашвилл. Её первый успех, как автора песен, пришёл вскоре после приезда она подписала контракт с издательством Combine Publishing; вместе со своим частым партнёром по творчеству, дядей Биллом Оуэнсом, она написала несколько синглов, попавших в чарты, включая два хита Top 10 для Билла Филлипса: «Put It Off Until Tomorrow» и «The Company You Keep» (1966), а также хит № 11 певицы Скитер Дэвис «Fuel to the Flame» (1967). В этот период её песни записывали многие другие исполнители, включая Китти Уэллс и Хэнка Уильямса-младшего. Она подписала контракт с Monument Records в 1965 году, в возрасте 19 лет; изначально её представляли как певицу в стиле бабблгам-поп. Она выпустила ряд синглов, но единственный из них, попавший в чарт, «Happy, Happy Birthday Baby», не вошёл в Billboard Hot 100. Хотя она выразила желание записать материал в стиле кантри, Monument Records сопротивлялась, считая, что её уникальный, высокий голос сопрано не подходит для этого жанра.
После того, как её композиция «Put It Off Until Tomorrow», записанная Биллом Филлипсом (с Партон, без аккредитации, на гармонии), заняла шестое место в кантри-чарте в 1966 году, лейбл сдался и разрешил ей записывать кантри-песни. Её первый сингл в стиле кантри, «Dumb Blonde» (написанная Керли Путманом, одна из немногих песен этой эпохи, которую она записала, но не сочинила), достиг 24 места в кантри-чарте в 1967 году, за ним последовала «Something Fishy», которая заняла 17 место. Эти две песни вошли в её первый полноформатный альбом Hello, I’m Dolly.

## Музыкальная карьера
В 1967 году музыкант и исполнитель музыки кантри Портер Вагонер пригласил Партон присоединиться к своей организации, предложив ей постоянное место в своей еженедельной синдицированной телевизионной программе «The Porter Wagoner Show» и в своем выездном шоу. Как рассказывается в её автобиографии 1994 года, поначалу большая часть аудитории Вагонера была недовольна тем, что Норма Джин, исполнительница, которую Партон заменила, покинула шоу, и неохотно приняла Партон (иногда из зала громко скандировали «Норма Джин»).
В 1971 году Долли Партон привлекла всеобщее внимание альбомом «Coat of Many Colors», который считается вехой в истории кантри-музыки. Три года спустя написала и выпустила синглами два первых суперхита — «Jolene» (её лучшая песня, по мнению журнала Rolling Stone) и «I Will Always Love You». В течение нескольких лет она была самой востребованной исполнительницей в мире кантри-музыки, однако мечтала о более широкой аудитории. В 1977 году певица выпустила альбом «Here You Come Again», который сделал её имя известным далеко за пределами южных штатов США, где традиционно сосредоточена большая часть любителей музыки кантри.
В течение последующих пяти-семи лет Долли Партон позиционировалась скорее как поп-дива, нежели исполнительница кантри. Не заметить её было трудно: при росте в 152 см она обладала грудью значительных размеров и носила облегающие костюмы. Таблоиды беспрестанно рассуждали о том, насколько натуральной является её грудь.
В 1980-х годах запоминающуюся певицу начинают приглашать сниматься в кино. Её дебют состоялся в комедии «С девяти до пяти» (1980), по сюжету которой она и Джейн Фонда бунтуют против босса-самодура. Написанная для этого фильма шутливая песня «9 to 5» стала неформальным гимном офисных работников, была номинирована на «Оскар» и вышла на первое место в американских чартах продаж. Через два года Долли Партон записала вместе с Кенни Роджерсом песню Bee Gees «Islands in the Stream», которая также закончила своё победное шествие по хит-парадам первым местом в Billboard Hot 100. На протяжении последующих двух десятилетий ни один кантри-исполнитель не смог добиться подобного успеха в поп-чартах. C 1986 года Долли Партон владеет в своём родном штате Теннесси тематическим парком, который в её честь был переименован в Долливуд (вероятно, по созвучию с Голливудом).
В конце 1980-х Долли Партон возвращается к своей исконной кантри-аудитории. В 1987 году она выпустила альбом Trio вместе с кантри-дивами Эммилу Харрис и Линдой Ронстадт. Продолжение этого диска последовало 12 лет спустя, а в 1993 году она записала ещё один совместный диск, на этот раз в трио с Лореттой Линн и Тэмми Уайнетт. Когда в 1992 году Уитни Хьюстон выпустила кавер-версию «I Will Always Love You», Долли Партон заработала не менее шести миллионов долларов на авторских отчислениях. В 1999 и 2002 годах на полки музыкальных магазинов поступили её альбомы в консервативном стиле «блюграсс», за каждый из которых Партон получила по «Грэмми». В 2005 году Партон получила вторую номинацию на «Оскар» в категории лучшая песня за композицию «Travelin' Thru» из комедийной драмы «Трансамерика». В том же году ей была вручена Национальная медаль США в области искусств.
В интервью 2009 года певица Конни Фрэнсис рассказала, что Партон связывалась с ней в течение многих лет, пытаясь экранизировать историю жизни певицы. Фрэнсис отклоняла предложения Партон, поскольку она уже вела переговоры с певицей Глорией Эстефан о продюсировании фильма, и теперь, когда сотрудничество с Глорией было приостановлено, неизвестно, согласилась ли Конни на предложение Долли.
В марте 2016 Партон анонсировала свой самый масштабный за последние 25 лет тур Pure & Simple, который пройдёт с 3 июня по 10 декабря 2016 и будет состоять из более 60 шоу в Северной Америке.
В 2016 году Партон (благодаря перезаписи хита «Jolene» вместе с группой Pentatonix) стала единственной исполнительницей, чьи хиты появлялись в топ-20 кантри-чарта Hot Country Songs все последние семь десятилетий подряд (1960—2020-е годы).
В октябре 2022 года Партон заявила в интервью, что завершила гастрольную деятельность, но продолжит время от времени давать живые выступления. 5 ноября 2022 года Партон была введена в Зал славы рок-н-ролла. 31 декабря 2022 года Партон стала соведущей Майли Сайрус в специальной «Новогодней вечеринке Майли» на канале NBC.
Сингл «Gonna Be You» с саундтреком к фильму «80 для Брэди» был выпущен 20 января 2023 года. Песня была написана Дианой Уоррен и исполнена Долли Партон, Белиндой Карлайл, Синди Лопер, Дебби Харри и Глорией Эстефан. В официальном музыкальном клипе Партон, Карлайл, Лаупер и Эстефан выступают в футболках, похожих на те, что носят женщины в фильме.
В августе 2023 года Долли Партон представила кавер на «Let It Be» The Beatles. Трек, записанный вместе с Полом Маккартни и Ринго Старром, вошёл в альбом «Rockstar». Альбом состоит из 30 песен, из которых 21 — каверы, записанные со Стингом, Элтоном Джоном, Пинк, Майли Сайрус и другими музыкантами.
17 ноября 2023 года официально состоялся релиз альбома «Rockstar», который стал её самым успешным альбомом в истории карьеры. Альбом дебютировал на 3 месте в Billboard 200, что стало наивысшим для Партон местом в чарте. С тиражом в 128 000 экземпляров «Rockstar» также занял 1-е место в чартах Billboard «Лучшие кантри-альбомы», «Лучшие рок- и альтернативные альбомы», «Лучшие рок-альбомы» и «Лучшие альбомы по продажам». Спустя четыре месяца после своего выхода альбом получил золотой сертификат RIAA в Соединённых Штатах с объёмом продаж более 500 000 экземпляров.
В День благодарения 2023 года Партон выступила во время перерыва футбольного матча NFL «Washington Commanders» и «Dallas Cowboys» в качестве рекламы альбома «Rockstar». В этот же день Долли отсняла часть общения с чирлидершами для сериала от Netflix под названием «Американские Любимицы: Чирлидерши 'Dallas Cowboys'».
21 февраля 2024 Партон представила «Dolly Parton’s Pet Gala» — двухчасовое специальное шоу, в рамках которого на подиуме были представлены «собачьи таланты», одетые в ее самые известные наряды. Собаки также были одеты в предметы из собственного ассортимента одежды для домашних животных Долли, Doggy Parton. На шоу присутствовали разные звезды, включая Лейни Уилсон, Карли Пирс, Криса Янсона и Кейси из группы KC of the Sunshine.
Благодаря новому альбому «Cowboy Carter» Beyoncé Долли Партон дебютировала в Billboard Hot 100 впервые за 19 лет. Beyoncé и Партон заняли 44 строчку чарта со своим дуэтом «Tyrant». Эта песня знаменует первое появление Партон в чарте с 2005 года. Благодаря этому релизу Долли Партон присоединилась к Мадонне и Шер как одна из трёх женщин-певиц в истории, которые смогли дебютировать в Hot 100 в пяти разных десятилетиях.
24 мая Долли Партон официально совместно с открытием «Dolly Parton Experience» анонсировала свой 50-й альбом под названием Dolly Parton & Family: Smoky Mountain DNA — Family, Faith & Fables, который выйдет 15 ноября. Предзаказ будет открыт 21 июня одновременно с выпуском первых двух треков и раскрытием полного списка треков (более 40). Альбом будет доступен на виниле и компакт-дисках, а также через цифровую загрузку и стриминг. Так же Долли анонсировала свой новый сериал, состоящий из 4 эпизодов, в котором будет рассказана история семьи Долли, начиная с 1600-х годов в Великобритании. Долли Партон уже рассказывала, что предки по линии её матери были Оуэнс из валлийских долин на концерте в Кардиффе в 2008 году. Альбом спродюсирован кузеном Партон Ричи Оуэнсом. Альбом включает песни, исполненные различными членами её ближайшей и дальней семьи, охватывая несколько поколений. В проекте также будут представлены записи с участием членов семьи Партон, которые уже ушли из жизни, в дополнение к вкладу современного поколения. 21 июня 2024 года Долли Партон выпустила первые два сингла из альбома Dolly Parton & Family: Smoky Mountain DNA — Family, Faith & Fables под названием «The Orchard» и «Tell Me That You Love Me». Треки были записаны вместе с Джадой Стар и Ричи Оуэнсом.
Во время специального интервью на Fan Fair X на 51-м музыкальном фестивале CMA Music Fest 6 июня Партон анонсировала свои новые проекты, которые включают строительство нового отеля в Нашвилле, новую бродвейскую постановку «Hello, I’m Dolly», премьера которой, по её словам, состоится в 2026. Так же Партон запустила собственную линейку вин «Dolly Wines». 14 августа Долли Партон запустила свой новый бренд- Dolly Beauty, расширяя свой бизнес в сфере красоты. Первым продуктом, который выпустит Партон будут помады Heaven’s Kiss, а названия цветов являются отсылками на её песни. Сама Партон говорит: «Мне нравится называть свои продукты в честь песен, поэтому у нас есть Jolene Red, Honey Plum, Rosebud и Birthday Suit.»

## Публичный образ
То, как я выгляжу, и то, как я выглядела тогда, было представлением деревенской девушки о гламуре, как я и написала в своей песне «Backwoods Barbie». Люди хотели, чтобы я изменилась, они считали, что я выгляжу дешёвкой. Но я ориентировалась на городскую бродяжку. Все говорили: «Она — трэш». А я, как маленькая девочка, думала: «Ну, вот кем я стану, когда вырасту». Это был действительно образ, который я искала. Я не была естественной красавицей. Поэтому мне просто нравится выглядеть так, как я выгляжу. Я настолько общительная личность, что мне нужно, чтобы мой внешний вид соответствовал всему этому.
Партон отклонила несколько предложений позировать обнажённой для журнала Playboy, но всё же появилась на обложке октябрьского номера 1978 года в наряде кролика Playboy с ушками (в номере было опубликовано обширное и откровенное интервью Лоуренса Гробеля с Партон, ставшее одним из первых её громких интервью с основной прессой). Ассоциация груди с публичным имиджем Партон проиллюстрирована в названии овечки Долли, данным в её честь, поскольку овечка была клонирована из клетки, взятой из молочной железы взрослой овцы. В городе Мобил (штат Алабама) мост имени генерала У. К. Уилсона-младшего обычно называют «мостом Долли Партон» из-за его арок, напоминающих её бюст. Утолщённый вид лобовой брони башни основного боевого танка Т-72А привёл к его неофициальному армейскому прозвищу «Долли Партон», так как он якобы при определённом ракурсе напоминает роскошный бюст певицы — а позже Т-72БИ получили прозвище «Супер Долли Партон».
Партон известна тем, что перенесла множество пластических операций. В 2003 году в эпизоде «Шоу Опры Уинфри» Уинфри спросила, какую косметическую операцию перенесла Партон. Партон ответила, что косметическая хирургия была необходима для поддержания её знаменитого имиджа. Партон неоднократно шутила над своим внешним видом и операциями, говоря: «Нужно много денег, чтобы выглядеть так дёшево». Её грудь упоминается в нескольких песнях, включая «Dolly Parton’s Hits» Бобби Брэддока, «Marty Feldman Eyes» Брюса Баума (пародия на «Bette Davis Eyes»), «No Show Jones» Джорджа Джонса и Мерла Хаггарда, и «Make Me Proud» Дрейка с участием Ники Минаж. Когда её спросили о будущих пластических операциях, она эффектно ответила: «Если я увижу что-то обвисшее, мешковатое или тянущееся, я это подтяну, заправлю или рассосу». Женский эскапизм Партон признаётся в её словах: «Женственность было трудно ухватить в тех холмах, если только вы не были мужчиной». В 2012 году Партон сказала, что участвовала в конкурсе двойников Долли Партон и проиграла.

## Артистизм

### Влияния
Несмотря на то, что на Партон повлияли известные звезды кантри, она часто приписывает большую часть своего вдохновения своей семье и обществу. О собственной матери Партон в своей книге «Songteller: My Life in Lyrics» написала: «Для моей мамы было просто естественно всегда петь. У моей мамы был старинный голос, и она пела все эти песни, привезённые из Старого Света. Это были английские, ирландские, валлийские, народные песни, в которых люди рассказывали истории». Партон называет голос своей матери «призрачным». «Господи, вы бы это почувствовали», — пишет она. Однако наибольшее влияние на неё оказала её тётя Дороти Джо: «Люди часто спрашивают меня, кто оказал на меня влияние, и думают, что я назову несколько громких имён, и у меня было несколько „звёзд“, на которых я произвела впечатление. Но моим кумиром была моя тётя Дороти Джо. Мамина младшая сестра. Она была не только евангелисткой, она играла на банджо, на гитаре и написала несколько замечательных песен». Конечно, коллеги-певцы также оказали влияние на Партон: она назвала Джорджа Джонса своим «любимым певцом всех времён» и призналась в любви к другим исполнителям, таким как Китти Уэллс, Рой Экафф и Роуз Мэддокс.

### Музыкальное мастерство
Хотя Партон не умеет читать ноты, она может играть на многих инструментах, включая цимбалы, Автоарфа, банджо, гитару, электрогитару, скрипку, фортепиано, блокфлейта и саксофон. Размышляя о своих мультиинструментальных способностях, Партон сказала: «Я играю на всём понемногу. Ни на одном из них я не так уж хороша, но я стараюсь это реализовать. Я действительно стараюсь проникнуться». Партон также использовала свои ногти в качестве инструмента, что наиболее заметно в её песне 1980 года «9 to 5», ритм которой она извлекла из клацанья ногтями за кулисами одноимённого фильма.

## Общественная деятельность
В 2003 году Долли Партон была удостоена специальной партнёрской награды от Службы охраны рыбных ресурсов и диких животных США за её усилия по сохранению белоголового орлана.
9 декабря 2016 года Партон, вместе с другими исполнителями кантри, приняла участие в телемарафоне по сбору денег для жертв лесных пожаров в окрестностях Грейт-Смоки-Маунтинс в Теннесси. Кроме того, 13 декабря Партон провела собственный телемарафон и, как сообщается, собрала около 9 миллионов долларов. Её фонд «My People Fund» в течение шести месяцев предоставлял по 1000 долларов в месяц более чем 900 семьям, пострадавшим от лесных пожаров. В 2018 году певица была удостоена специальной премии от ФБР за её работу по оказанию помощи потерпевшим.
В апреле 2020 года пожертвовала 1 млн долл. на исследование и разработку вакцины от COVID-19 Moderna в медицинском центре университета Вандербильта, и призвала тех, кто может себе это позволить, сделать аналогичные пожертвования.
Долли Партон трижды отказалась от президентской медали Свободы, которую ей предлагала вручить сначала администрация президента США Дональда Трампа. Первый раз из-за болезни мужа, второй — из-за пандемии COVID-19, третий раз Долли Партон отказалась от медали, которую ей предлагал президент Джо Байден. Долли заявила, что «не хочет быть связана с политикой или каким-либо политиком».
На протяжении многих лет Партон открыто выступает с поддержкой прав ЛГБТ, благодаря чему приобрела статут гей-иконы. В 2009 году она также публично выступила в поддержку однополых браков.
5 октября 2024 года Долли Партон объявила о значительных пожертвованиях на ликвидацию последствий урагана «Хелен» на пятничном мероприятии в Ньюпорте, штат Теннесси. Долли пожертвовала со своего счета 1 миллион долларов, 1 дополнительный миллион был пожертвован компаниями Долли. Dollywood Parks & Resorts, Dolly Parton’s Stampede and Pirates Voyage Dinner & Show добавили дополнительный миллион к её пожертвованию, в результате чего общая сумма пожертвований составила 2 миллиона долларов. Во время мероприятия президент и исполнительный директор Walmart в США Джон Фернер объявил, что компания, включая Sam’s Club и Walmart Foundation, также пожертвует в общей сложности 10 миллионов долларов.

## Личная жизнь
30 мая 1966 года в Рингголде, штат Джорджия, Долли Партон вышла замуж за Карла Томаса Дина (род. 20 июля 1942 — 3 марта 2025), с которым встречалась до этого два года. Хотя Партон не использует фамилию Дина в профессиональной деятельности, она заявила, что в её паспорте написано «Долли Партон Дин», и она иногда использует его фамилию при подписании контрактов. Её избранник не имел никакого отношения к шоу-бизнесу и занимался бизнесом в дорожной службе. Он избегает публичности и не сопровождает жену на различных светских мероприятиях, появившись в её компании за многие годы лишь однажды. Будучи бездетной парой, супруги вырастили в своём доме в Нашвилле несколько младших братьев и сестёр певицы, которые, по сообщениям самой Партон, называли её «тётя бабушка». Долли Партон является крёстной матерью актрисы и певицы Майли Сайрус. 3 марта 2025 года Партон объявила в своих социальных сетях, что её муж Карл Дин умер в возрасте 82 лет.

## Награды и почести
Долли Партон — одна из самых известных исполнительниц кантри всех времён. Американская ассоциация звукозаписывающей индустрии сертифицировала 25 её синглов и альбомов как золотые, платиновые или мультиплатиновые. 25 её песен заняли первое место в кантри-чарте Billboard, что является рекордом для исполнительниц. На её счету 42 альбома, вошедших в Топ-10 кантри, что является рекордом для любого исполнителя, и 110 синглов, вошедших в чарты за последние сорок лет. По состоянию на 2012 год она написала более 3000 песен (к 2016 году по её словам она написала около 5000 песен)) и продала более 100 миллионов записей, что делает её одной из самых продаваемых исполнительниц всех времен. По состоянию на 2021 год она появлялась в чартах кантри-музыки в каждом из семи десятилетий, что является самым большим показателем среди всех исполнителей.
Долли Партон получила одиннадцать премий «Грэмми» (в том числе «Грэмми за музыкальные достижения всей жизни» в 2011 году) и в общей сложности пятьдесят четыре номинации на премию «Грэмми», что является вторым показателем среди всех артисток за всю историю существования престижной премии.
На American Music Awards она получила три награды из 18 номинаций. От Ассоциации кантри-музыки она получила девять наград из 44 номинаций. В Академии кантри-музыки она получила тринадцать наград и 44 номинаций. Она является одной из шести исполнительниц (среди них Риба Макинтайр, Барбара Мандрелл, Шанайа Твейн, Лоретта Линн и Тейлор Свифт), получивших высшую награду Ассоциации кантри-музыки — «Исполнитель года» (1978). Она также была номинирована на две премии «Оскар» и «Тони». Она была номинирована на премию «Эмми» за своё появление в телевизионном спецвыпуске о певице Шер в 1978 году.
В 1984 году за свою музыку она была удостоена звезды на Голливудской «Аллее славы», расположенной по адресу 6712 Hollywood Boulevard в Голливуде (штат Калифорния); звезды на звёздной аллее StarWalk Нашвилла, посвящённой лауреатам премии «Грэмми»; и бронзовой скульптуры на лужайке здания суда в Севиервилле. Она назвала эту свою статую в родном городе «величайшей честью», потому что она была поставлена людьми, которые её знали. Партон была включена в состав Grand Ole Opry в 1969 году, а в 1986 году была названа одной из женщин года по версии журнала Ms. В 1986 году она была введена в «Зал славы нашвиллских авторов песен».
В 1999 году Партон получила высшую награду кантри-музыки — введение в Зал славы музыки кантри. В 1990 году она получила почётную докторскую степень в колледже Карсон-Ньюман (Джефферсон-Сити, Теннесси). Затем последовало введение в Национальную академию популярной музыки/Зал славы авторов песен в 2001 году.
В 2005 году она была удостоена Национальной медали в области искусств — высшей награды, присуждаемой правительством США за выдающиеся достижения в области искусства. Награда вручается президентом США. 3 декабря 2006 года Партон получила Премию Центра Кеннеди от Центра исполнительских искусств имени Джона Ф. Кеннеди за вклад в искусство на протяжении всей своей жизни. Во время шоу некоторые из самых известных исполнителей музыки кантри пришли выразить своё восхищение. Кэрри Андервуд исполнила песню «Islands in the Stream» с Роджерсом, партнёром Партон по дуэту. Краусс исполнила песню «Jolene» и дуэтом с Твейн — «Coat of Many Colors». Макинтайр и Риз Уизерспун также пришли отдать дань уважения. 16 ноября 2010 года Партон приняла награду Liseberg Applause Award, самую престижную награду индустрии тематических парков, от имени парка Dollywood на церемонии, состоявшейся на выставке IAAPA Attractions Expo 2010 в Орландо (штат Флорида).
В ответ на предложение законодательного собрания штата Теннесси в 2021 году установить статую Партон выпустила заявление, в котором попросила законодательное собрание снять законопроект с рассмотрения, сказав: «Учитывая все, что происходит в мире, я не думаю, что возведение меня на пьедестал сейчас уместно».
В конце 2022 года Партон получила от основателя Amazon предпринимателя Джеффа Безоса награду за мужество и цивилизованность Courage and Civility Award в размере 100 миллионов долларов. По словам Безоса, награда была присуждена Партон за её благотворительную деятельность, направленную на повышение грамотности детей во всем мире.
В 2023 году Партон была удостоена почётного членства Американской библиотечной ассоциации (American Library Association Honorary Membership).
В 2023 году она заняла 27-е место в списке «200 величайших певиц всех времён» по версии журнала Rolling Stone.
В 2024 года она заняла 1-е место в списке «100 величайших кантри-исполнителей всех времен» по версии журнала Billboard
В 2025 году она получит почётный «Оскар» в категории «Награда имени Джина Хершолта за гумманитарную деятельность»
5 августа 2025 года она была удостоена звания иконы Книги рекордов Гиннесса

### Зал славы
За свою карьеру Партон была включена во многочисленные Залы славы. Среди них:
- Nashville Songwriters Hall of Fame[англ.] (1986)[138]
- Small Town of America Hall of Fame (1988)[139]
- East Tennessee Hall of Fame (1988)[140]
- Country Music Hall of Fame[англ.] (1999)[141]
- Зал славы авторов песен (2001)[142]
- Junior Achievement of East Tennessee Business Hall of Fame (2003)[143]
- The Americana Highway Hall of Fame (2006)[144]
- Зал славы премии «Грэмми» — «I Will Always Love You — 1974 Recording» (2007)[145]
- Blue Ridge Music Hall of Fame — Songwriter Category (2008)[146]
- Gospel Music Hall of Fame[англ.] (2009)[147]
- Music City Walk of Fame[англ.] (2009)[148]
- Country Gospel Music Hall of Fame (2010)[149]
- Зал славы премии «Грэмми» — «Jolene — 1974 Recording» (2014)[150]
- The National Hall of Fame for Mountain Artisans (2014)[151]
- The Happiness Hall of Fame (2016)[152][153]
- East Tennessee Writers Hall of Fame (2019)
- Зал славы премии «Грэмми» — «Coat of Many Colors — 1971 Recording» (2019)[154]
- Зал славы рок-н-ролла (2022)[51]

## Дискография
Студийные альбомы
- Hello, I'm Dolly (1967)
- Just Because I'm a Woman (1968)
- In the Good Old Days (When Times Were Bad) (1969)
- My Blue Ridge Mountain Boy (1969)
- The Fairest of Them All (1970)
- Golden Streets of Glory (1971)
- Joshua (1971)
- Coat of Many Colors (1971)
- Touch Your Woman (1972)
- My Favorite Songwriter: Porter Wagoner (1972)
- My Tennessee Mountain Home (1973)
- Bubbling Over (1973)
- Jolene (1974)
- Love Is Like a Butterfly (1974)
- The Bargain Store (1975)
- Dolly (1975)
- All I Can Do (1976)
- New Harvest… First Gathering (1977)
- Here You Come Again (1977)
- Heartbreaker (1978)
- Great Balls of Fire (1979)
- Dolly, Dolly, Dolly (1980)
- 9 to 5 and Odd Jobs (1980)
- Heartbreak Express (1982)
- Burlap & Satin (1983)
- The Great Pretender (1984)
- Real Love (1985)
- Rainbow (1987)
- White Limozeen (1989)
- Eagle When She Flies (1991)
- Slow Dancing with the Moon (1993)
- Something Special (1995)
- Treasures (1996)
- Hungry Again (1998)
- The Grass Is Blue (1999)
- Little Sparrow (2001)
- Halos & Horns (2002)
- For God and Country (2003)
- Those Were the Days (2005)
- Backwoods Barbie (2008)
- Better Day (2011)
- Blue Smoke (2014)
- Pure & Simple (2016)
- I Believe in You (2018)
- A Holly Dolly Christmas (2020)
- Run, Rose, Run (2022)
- Rockstar (2023)
- Rockstar Deluxe (2024)
- Smoky Mountain DNA – Family, Faith & Fables (2024)

## Фильмография
| Год       |    | Русское название                                   | Оригинальное название                              | Роль                           |
| --------- | -- | -------------------------------------------------- | -------------------------------------------------- | ------------------------------ |
| 1980      | ф  | С девяти до пяти                                   | Nine to Five                                       | Дорели Родс                    |
| 1982      | ф  | Самый приятный бордель в Техасе                    | The Best Little Whorehouse in Texas                | Мона Стэнгли                   |
| 1984      | ф  | Горный хрусталь                                    | Rhinestone                                         | Джейк                          |
| 1986      | тф | Дымное горное Рождество                            | A Smoky Mountain Christmas                         | Лорна Дэвис                    |
| 1989      | ф  | Стальные магнолии                                  | Steel Magnolias                                    | Трави Джонс                    |
| 1992      | ф  | Разговор начистоту                                 | Straight Talk                                      | Ширли Кеньон                   |
| 1993      | ф  | Деревенщина в Беверли-Хиллз                        | The Beverley Hillbillies                           | камео                          |
| 1994      | с  | В небеса к Бэтси                                   | Heavens to Betsy                                   | Бэтси Бакстер                  |
| 1996      | мс | Волшебный школьный автобус                         | The Magic School Bus                               | Катрина Элоиз Марфи            |
| 1996      | тф | Вряд ли это ангел                                  | Unlikely Angel                                     | Руби Даймонд                   |
| 1999      | тф | Голубая долина певчей птицы                        | Blue Valley Songbird                               | Линна Тейлор                   |
| 2002      | ф  | Фрэнк МакКласки, страховой детектив                | Frank McKlusky, C.I.                               | Эдит МакКласки                 |
| 2005      | ф  | Мисс Конгениальность 2: Прекрасна и опасна         | Miss Congeniality 2: Armed and Fabulous            | камео                          |
| 2006—2010 | с  | Ханна Монтана                                      | Hannah Montana                                     | тётя Долли                     |
| 2005      | с  | Реба                                               | Reba                                               | Долли Маджорс                  |
| 2011      | мф | Гномео и Джульетта                                 | Gnomeo and Juliet 3D                               | Долли Гном                     |
| 2012      | ф  | Радостный шум                                      | Joyful Noise                                       | Дж. Дж. Спэроу                 |
| 2016      | тф | Платье из цветных лоскутков Долли Партон           | Dolly Parton's Coat of Many Colors                 | камео                          |
| 2017      | с  | Орвилл                                             | The Orville                                        | Долли Партон                   |
| 2019      | с  | Струны Души Долли Партон                           | Dolly Parton's Heartstrings                        | Бэйб, Рассказчик, Долли Партон |
| 2020      | ф  | Рождество на площади                               | Christmas on the Square                            | Ангел                          |
| 2022      | с  | Грейс и Френки                                     | Grace and Frankie                                  | Рабочий Ангел                  |
| 2022      | ф  | Волшебное рождество в горах Долли Партон           | Dolly Parton's Mountain Magic Christmas            | Долли Партон                   |
| 2024      | с  | Американские Любимицы: Чирлидерши «Dallas Cowboys» | America's Sweethearts: Dallas Cowboys Cheerleaders | Долли Партон                   |
| 2025      | с  | ДНК Дымчатых Гор                                   | Smoky Mountain DNA                                 | Долли Партон                   |
| TBA       | ф  | Беги, Роуз, Беги                                   | Run Rose Run                                       | Роуз/Продюсер                  |